# Ребиндеры

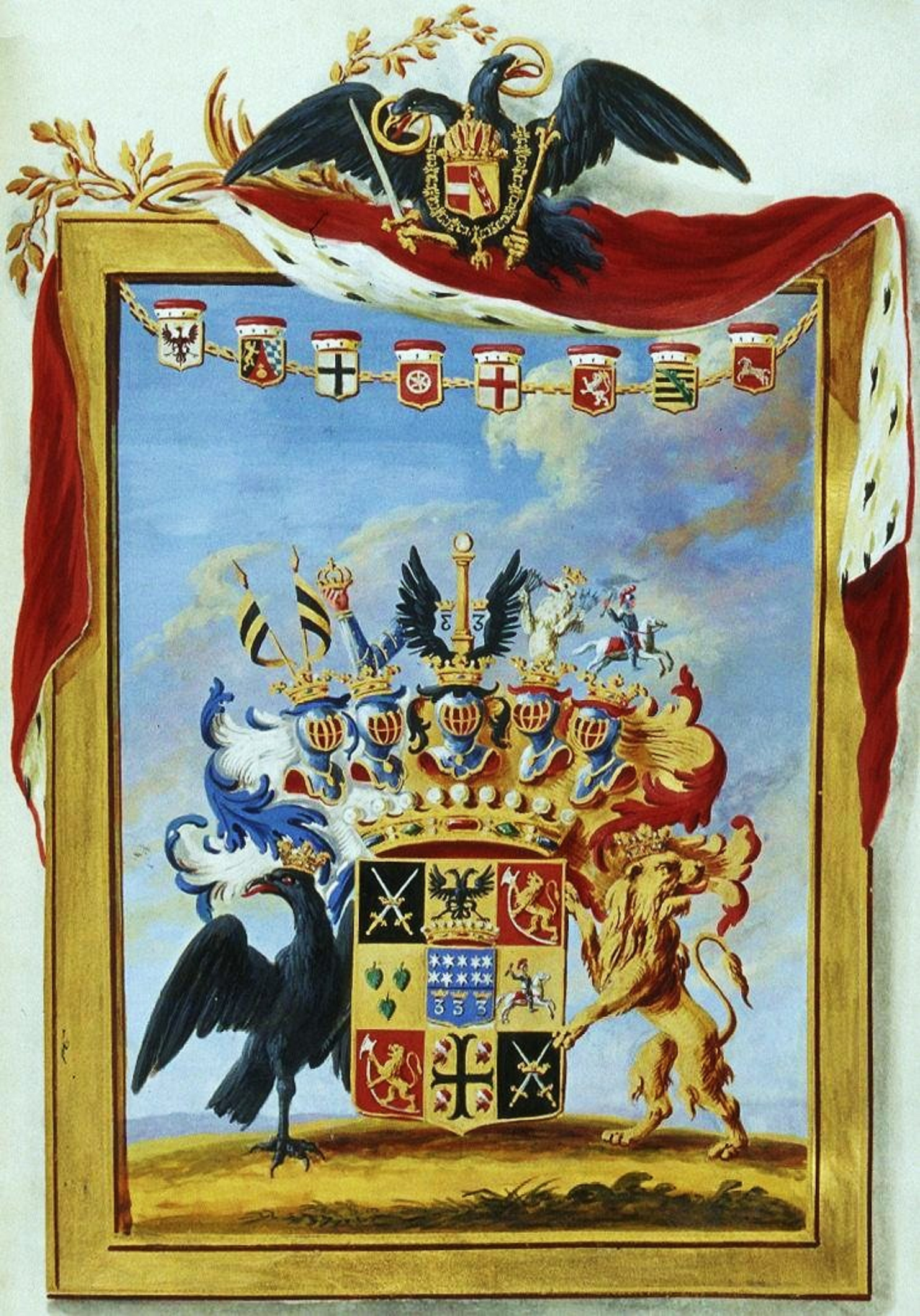
Графский диплом, 1787

Ребиндер (нем. Rehbinder) — графский, баронский и дворянский род, происходящий из Вестфалии, откуда в начале XV века выехал в Прибалтику.

## Известные представители
Генрих Ребиндер (1604—1680) — финляндский губернатор, получил от шведского короля Карла XI баронский титул. В списке шведских баронских родов по дате получения титула род Ребиндер является 77-м.
Один из его внуков, барон Бернгард Отто (1662—1742), был сардинским фельдмаршалом, а один из правнуков, Отто Магнус (1728—1792), получил от императора Иосифа II в 1787 году графский титул Священной Римской империи.
Ганс Вильгельм Ребиндер (1728—1779) — статский советник, российский резидент в Данциге.
Иван Михайлович Ребиндер (1733 — 1792) — заметный деятель екатерининской эпохи из остзейского рода Ребиндеров: дипломат, генерал-поручик, глава ряда наместничеств, Генерал-Губернатор Нижегородского Наместничества, Генерал-Губернатор Пензенского наместничества, правитель Полоцкого наместничества.
Василий Михайлович Ребиндер (1730—1800) — действительный тайный советник, сенатор, шталмейстер императрицы Екатерины II.
Барон Альфред Карлович Ребиндер (1817—1883) — барон, генерал-майор, член Верховного суда Финских войск; участник обороны Севастополя; Георгиевский кавалер; № 9826; 26 ноября 1855.
Борис Борисович Ребиндер (1776—1848) — генерал-майор, Астраханский комендант.
Александр Алексеевич Ребиндер (14 февраля 1826 — 31 августа 1913) — генерал от инфантерии из рода Ребиндеров, владелец имения и промышленного хозяйства Шебекино.
Константин Григорьевич Ребиндер (1814—1886) — генерал от инфантерии, генерал-адъютант, член Государственного совета и управляющий Кабинетом Его Императорского величества.
Барон Роберт-Хенрик (Иванович) Ребиндер (1777—1841), министр статс-секретарь Великого княжества Финляндского, пожалован императором Николаем I в графы (1826) Великого княжества Финляндского; член Государственного совета.
Николай Александрович Ребиндер (1863—1918) — харьковский губернский предводитель дворянства в 1906—1917 гг., член Государственного совета по выборам.
Род Ребиндер внесён в дворянские матрикулы Лифляндской, Курляндской и Эстляндской губерний и Великого княжества Финляндского, а также в родословные книги Владимирской, Калужской, Курской, Московской, Нижегородской, Пензенской и Саратовской губерний.